# Mary Kid
Pour les articles homonymes, voir Kid.
Marie Anna Albertine Keul, connue sous le nom de scène Mary Kid (née le 8 août 1901 à Hambourg et morte le 29 octobre 1988  dans la même ville) est une actrice allemande de l'époque du muet.

## Filmographie partielle

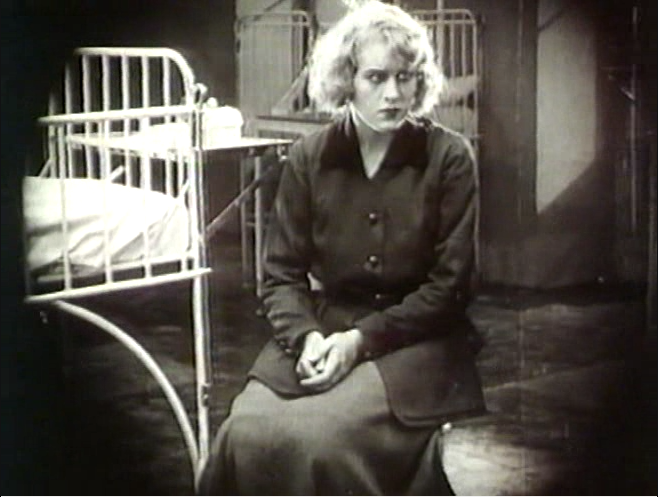
Mary Kid dans L'Avalanche.

- 1923 : L'Avalanche de Mihály Kertész
- 1924 : Harun al Raschid (de) de Mihály Kertész
- 1925 : Eifersucht (1925) (de) de Karl Grune
- 1926 : Accommodations for Marriage (en) de Georg Jacoby
- 1926 : Wir sind vom K. u. K. Infanterie-Regiment (de) de Richard Oswald
- 1927 : La Traite des Blanches de Jaap Speyer
- 1927 : Lützows wilde verwegene Jagd (de) de Richard Oswald
- 1927 : The False Prince (film) (en) de Heinz Paul
- 1928 : Schmutziges Geld de Richard Eichberg
- 1928 : The Duty to Remain Silent (en) de Carl Wilhelm
- 1929 : Die Herrin und ihr Knecht (de) de Richard Oswald
- 1929 : His Majesty's Lieutenant (en) de Jacob Fleck et Luise Fleck
- 1931 : Vous que j'adore (Rubacuori) de Guido Brignone